# جسیکا پلامر
جسیکا کیت پلامر (زاده ۱۶ سپتامبر 1992) بازیگر و خواننده انگلیسی است. از سال ۲۰۱۳ تا ۲۰۱۵، او یکی از اعضای گروه دختران بریتانیایی جنگل نئون بود که با آنها آلبومی منتشر کرد که در جدول آلبوم‌های بریتانیا به رتبه هشتم رسید. او همچنین برای نقش‌هایش در نقش شانتل اتکینز در سریال بی‌بی‌سی ایست‌اندرز (۲۰۱۹–۲۰۲۰) و نقش اما در سریال درام بی‌بی‌سی دختر قبل (۲۰۲۱) که برای آن نامزد جایزه تلویزیونی آکادمی بریتانیا برای بهترین بازیگر نقش مکمل زن شد، شناخته می‌شود.
پلامر در ۱۶ سپتامبر ۱۹۹۲ در لندن از پدری جامائیکایی و مادری انگلیسی به دنیا آمد. او برای تحصیلات متوسطه به مدرسه Burntwood و مدرسه هیز رفت.
در جولای ۲۰۱۶، پلامر یک دختر به دنیا آورد.

## فیلم‌شناسی
| سال       | عنوان                                          | نقش          | یادداشت                   |
| --------- | ---------------------------------------------- | ------------ | ------------------------- |
| ۲۰۱۳      | جادوگران در مقابل بیگانگان                     | کلویی مارتین | ۲ قسمت                    |
| ۲۰۱۳      | بازتاب‌ها                                       | کیتلین       | فیلم کوتاه                |
| ۲۰۱۷      | چگونه با دختران در مهمانی‌ها صحبت کنیم          | سلیا         | فیلم                      |
| ۲۰۱۹–۲۰۲۰ | ایست‌اندرز                                      | شانتل اتکینز | سری معمولی؛ ۱۲۷ قسمت      |
| ۲۰۲۰      | رازهایی از میدان                               | خودش         | قسمت: "کارن، شانتل و گری" |
| ۲۰۲۰      | من یک سلبریتی هستم … من را از اینجا بیرون ببر! | خودش         | شرکت کننده سری ۲۰         |
| ۲۰۲۱      | دختر قبل                                       | اما متیوز    | نقش اصلی                  |
| ۲۰۲۳      | بعد از                                         | آماندا       | فیلم کوتاه؛ نقش اصلی      |
| ۲۰۲۴      | دکامرون                                        | فیلومنا      | سریال تلویزیونی           |